# Melinda Nadj Abonji

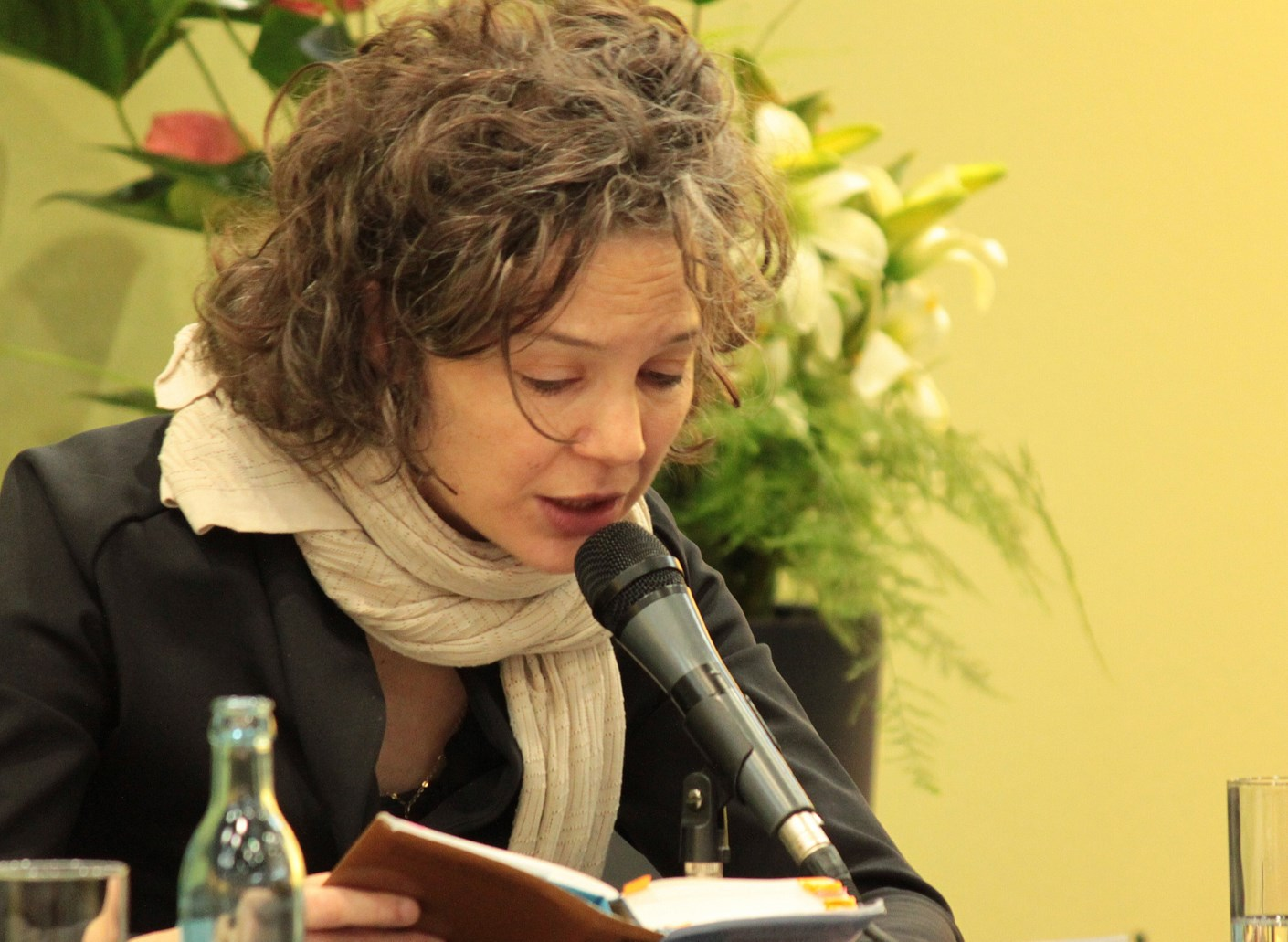
Melinda Nadj Abonji bei einer Lesung (2011)

Melinda Nadj Abonji (ungarisch Nagy Abonyi Melinda, * 22. Juni 1968 in Bečej, SFR Jugoslawien, heute Serbien) ist eine ungarisch-schweizerische Schriftstellerin, Musikerin und Kunstdarbieterin. 2010 gewann sie den Deutschen Buchpreis und den Schweizer Buchpreis.

## Leben
Die in der Stadt Bečej in der Provinz Vojvodina geborene Melinda Nadj Abonji kam mit fünf Jahren aus dem damaligen Jugoslawien in die Schweiz. Ihre Familie hatte zur ungarischen Minderheit in Jugoslawien bzw. Serbien gehört. 1973 mit ihren Eltern in der deutschsprachigen Schweiz angekommen, lernte sie Deutsch als Sprache ihrer neuen Umgebung viel schneller als ihre Eltern, für die sie oft dolmetschen musste. Nadj Abonji beendete ihr Studium an der Universität Zürich 1997 mit dem Lizenziatsgrad. Sie hat inzwischen das Schweizer Bürgerrecht erhalten und lebt seit vielen Jahren in Zürich.
Als Verfasserin literarischer Texte nahm sie 2004 am Ingeborg-Bachmann-Wettbewerb in Klagenfurt teil. Sie tritt auch als Solo-Performerin auf, und gemeinsam mit dem Rapper Jurczok 1001 als Musikerin mit Gesang und Geige.
Nadj Abonji ist Mitglied des Verbandes Autorinnen und Autoren der Schweiz. Sie gestaltete schon zahlreiche Auftritte als Textperformerin (Solothurner Literaturtage, Internationales Literaturfestival Berlin, Internationales Literaturfestival Leukerbad, Theater La Fourmi Luzern u. a.). Sie verfasste zahlreiche Beiträge für Literaturzeitschriften (u. a. drehpunkt bei Lenos; manuskripte und entwürfe) und Anthologien.
2010 wurde ihr Roman Tauben fliegen auf veröffentlicht, der auch autobiographische Elemente enthält. In diesem Buch berichtet sie von der Familie Kocsis, Angehörige der ungarischen Minderheit im Norden Serbiens, die nach Zürich übersiedelt. Der Roman wurde mit dem Deutschen Buchpreis 2010 ausgezeichnet. Erstmals ging diese Auszeichnung an eine Buchautorin aus der Schweiz. Für denselben Titel erhielt Nadj Abonji auch den Schweizer Buchpreis 2010.
2017 erschien ihr Roman Schildkrötensoldat, für den sie 2018 den Schillerpreis der Zürcher Kantonalbank erhielt.

## Auszeichnungen
- Kulturelle Auszeichnung des Kantons Zürich 1998.
- Werkbeitrag des Bundesamtes für Kultur 1998.
- Werkjahr der Marianne und Curt Dienemann-Stiftung 1998.
- Stipendium am Literarischen Colloquium Berlin 2000.
- Hermann-Ganz-Preis 2001.
- Werkbeitrag der Cassinelli-Vogel-Stiftung 2001.
- Anerkennungsgabe der Stadt Zürich 2004.
- Werkbeitrag der Schweizer Kulturstiftung Pro Helvetia 2006.
- Grenzgänger-Stipendium der Robert Bosch Stiftung.[5]
- Deutscher Buchpreis 2010.[6]
- Schweizer Buchpreis 2010.[7]
- Literatur-Werkjahr der Stadt Zürich 2010.[8]
- Schillerpreis der Zürcher Kantonalbank für ihren Roman Schildkrötensoldat 2018
- Erich-Fried-Preis 2022[9]

## Werke

### Gedruckte Texte (Auswahl)
- Der Mann ohne Hals und Canal Grande. In: Renate Nagel, Regula Walser (Hrsg.): Sprung auf die Plattform. Nagel & Kimche, Zürich 1998, ISBN 3-312-00243-5.
- Mensch über Mensch. Texte zu Bildern von Per Traasdahl. Kunstnetzwerk, München 2001, ISBN 3-00-007673-5.
- Im Schaufenster im Frühling. Roman. Ammann, Zürich 2004, ISBN 3-250-60073-3.[10]
- Tauben fliegen auf. Roman. Jung und Jung, Salzburg 2010, ISBN 978-3-902497-78-9.[11]
- Schildkrötensoldat. Roman. Suhrkamp Verlag, Berlin 2017, ISBN 978-3-518-42759-0.

### Tonträger
- Voice Beatbox Violin (CD und Kurzprosa, zusammen mit Jurczok 1001). Masterplanet 2006.
- Jenci. Auf der Kompilation Sounds from Home / La Suisse international. faze records 2006.
- Verhören. (gemeinsam mit Balts Nill). Intakt Records 2014.

### Theater
- Mond? Mond! Eine chorische Erzählung. Uraufgeführt im Theater 611, Luzern, August 2006.
- Tauben fliegen auf. Uraufgeführt im Luzerner Theater, 10. März 2017.

### Rundfunk
- Aus einem Hund wird kein Speck. Radio DRS 2, gesendet am 2. Oktober 2006.

### Online-Publikationen
- Knopfloch. Ein Einteiler. masterplanet.ch, online seit 20. April 2007
- Und einmal. masterplanet.ch, online seit 20. April 2007